# Benthuizen

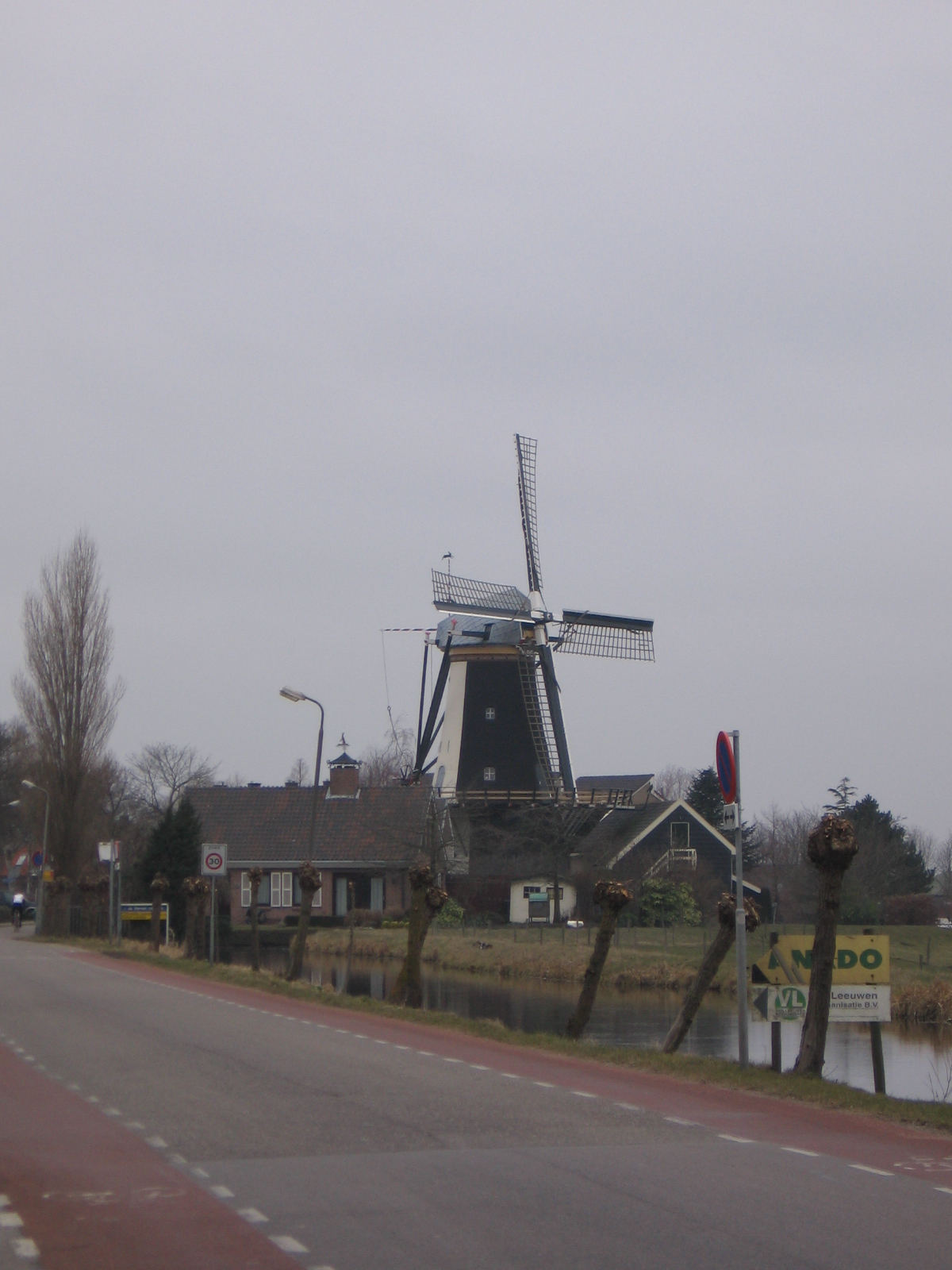
Mühle De Haas

Benthuizen ist ein Dorf in der Gemeinde Alphen aan den Rijn in der niederländischen Provinz Südholland. Im Januar 2024 zählte der Ort 3.590 Einwohner. Benthuizen liegt nordöstlich der Stadt Zoetermeer.

## Söhne und Töchter der Stadt
- Lizzy van der Helm (* 1989/1990), Fußballschiedsrichterin